# Jánoska-eresztés
A Jánoska-eresztés (Jánoska-kísérés, Jánoska-úsztatás, gyakran köznévi formában jánoskaeresztés, jánoskázás stb.) a tavaszi szokáskör egyik hagyománya volt, elsősorban vallási (védőszent ünnepe) és hiedelembeli (termékenységvarázsló) indíttatással fogant körmenet és mulatozási alkalom. A 19. század derekától ismert, díszes külsőségek között lezajlott gyalogos, majd vízi körmenet elsődlegesen Baja vízimolnáraihoz kötődött. A magyar népnyelvben Jánoska vagy Jancsika néven ismert Nepomuki Szent János május 16-ai névünnepének előestéjén a vízimolnárok védőszentjük feldíszített dereglyében elhelyezett faszobrát vidám, kivilágított, zenés vízi körmenet során a városközpontig úsztatták („eresztették”), ahol aztán hosszan tartó mulatságra került sor. A 19–20. századok során a szokás, gyakran leegyszerűsített formában, a vallási kontextust jobban őrizve több más településen is megjelent, ezek során jellemzően a szent szobra körüli litániát követően kisebb faalkotmányokra, koszorúkra erősített gyertyákat eresztettek le a közeli folyón.
A szokás a 20. század közepére kikopott a közösségi hagyományból, de a század második felében elsősorban hagyományőrző és idegenforgalmi megfontolásokból, turisztikai vonzerőként Baján és más településeken (Mohács, Jászdózsa stb.) feltámasztották a Jánoska-eresztés hagyományát.

## Története és menete
A bajai szokás legkorábbi leírásai az 1850-es évekből ismertek. A hagyományt eredetileg a helyi vízimolnárok teremtették meg, amelyhez idővel a hajósok, dereglyések, halászok és más vízi foglalkozást űzők is csatlakoztak. A Duna menti Baja az 1800-as évektől az Alföld egyik legfontosabb gabonaipari központja volt, amelynek malmaiban őrölték a Bácska-szerte termett szemes gabonát. 1857-ben negyvenöt molnármester működtetett vízimalmot a Duna bajai szakaszán, az 1860-as évek második felére számuk már hetvenhatra rúgott. A malomipar mintegy félezer embernek megélhetést adva a város legjelentősebb és legjövedelmezőbb iparágai közé tartozott. Ezzel párhuzamosan alakult ki a vízimolnárok városrésze, Szentjános, amelynek névadója a céhük, 1872 után ipartestületük patrónusaként tisztelt Nepomuki Szent János volt. A szentjánosi negyedben 1855-ben harangláb épült, 1875-ben pedig felszentelték a Nepomuki Szent János-kápolnát, amelyek a rítus kiindulópontjává lettek.

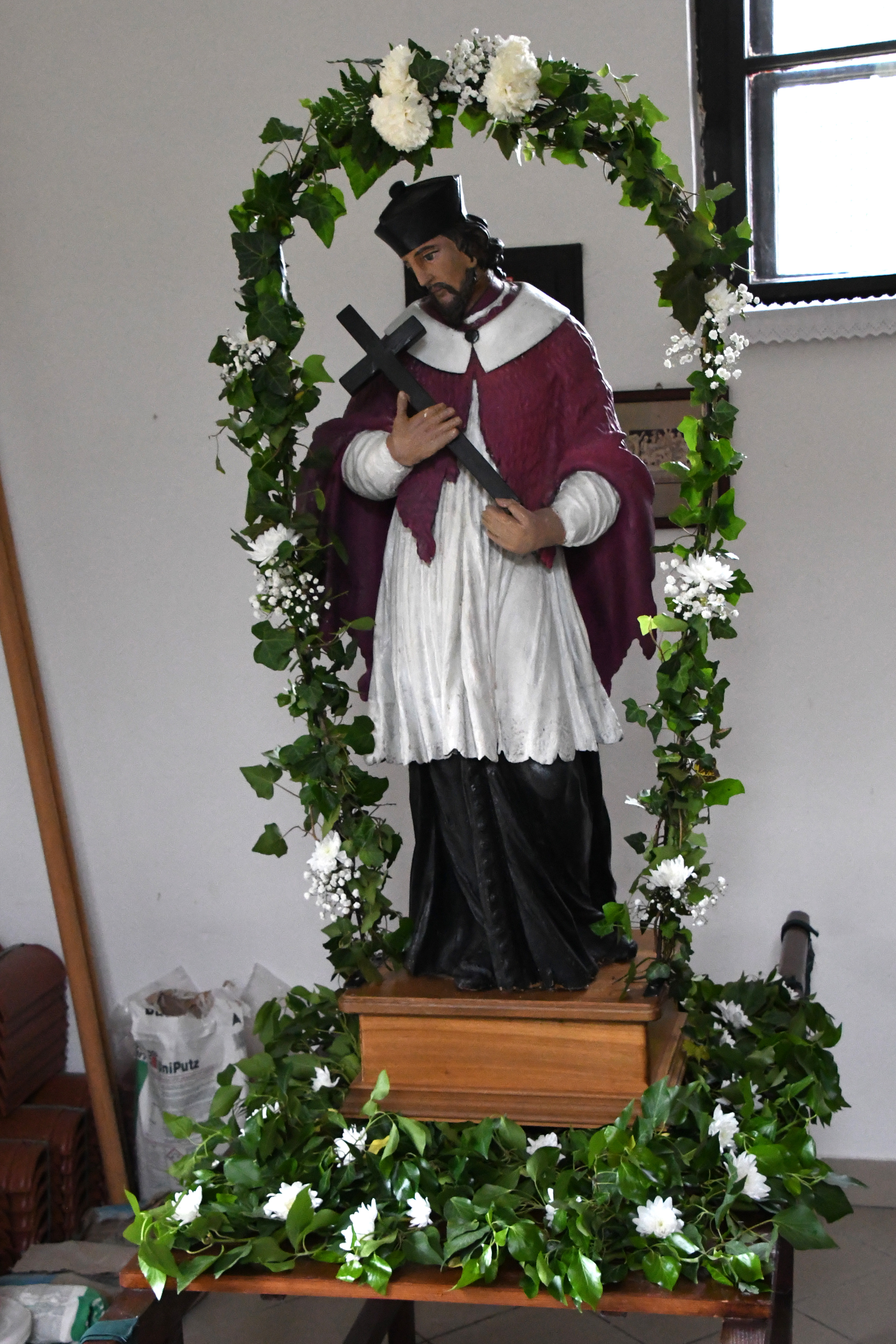
A bajai kápolnában őrzött, saroglyára rögzített szobor, a Jánoska-eresztés főszereplője

A legkorábbi ismert feljegyzés a vidám, zenés felvonulással kísért bajai Jánoska-eresztésről 1858-ból ismert. Feltehető, hogy a szokás előképéül a Prágában 1715-től rendszeresen megszervezett vízi felvonulás, a Szent János-ünnepély (Svatojánské slavnosti) szolgált. A beszámolók alapján a szent névünnepének előestéjén, azaz május 15-én, sötétedéskor a bajai kápolnában (1875 előtt a haranglábnál) szervezett litániával és áldással (János-áldás vagy János áldása) vette kezdetét az ünnep. Ezt követően a molnárok vezetői kihozták a kápolnából Nepomuki Szent János festett faszobrát, amelyet vállukon a Duna-partig vittek (ez a szobor nem keverendő az egykorú, a kápolna előtti posztamensen felállított, kültéri festett kőszoborral). Ott egy előzőleg zöld ágakkal, virágokkal, szalagokkal, céhes és egyházi zászlókkal feldíszített, fáklyákkal és gyertyákkal kivilágított dereglyébe „ültették”. Nepomuki Szent János vízen való meghordozása, „eresztése” mögötti eredeti hiedelemszerű igyekezet az volt, hogy ezzel a rítussal biztosítsák az elkövetkező év kedvező vízhozamát, védekezzenek az alacsony vízállás és a nagy hullámok ellen. A szobor a dereglye kiemelt helyén, orr-részén kapott helyett, mögötte sorakoztak fel a tekintélyesebb molnármesterek. Ezt követően indulhatott meg a vízi menet, amelyet a rakétákat, tűzijátékokat (herkentyűket) kilövő vezércsónak vezetett fel, nyomában Jánoska dereglyéjével, és számos további feldíszített, kivilágított bárkával, ladikkal, egyéb vízi alkalmatossággal. Jellemzően ezek egyikén foglalta el helyét a zenekar is, amely a vidám zenei kíséretet szolgáltatta a vízi felvonulás során. A partról fáklyás gyalogos menet, helyenként mozsárágyúszó kísérte a Dunán előbb a Sugovica torkolatáig, majd onnan a város főteréig méltóságosan ereszkedő dereglyéket. A vízi járművek kivilágítása, a fáklyák, tűzijátékok, görögtüzek, továbbá a víz színére eresztett égő szurokkoszorúk a szent vértanúhalálának legendáriumát voltak hivatottak megidézni. A hagyomány szerint ugyanis az 1393-ban Moldvába öletett Nepomuki János holttestét keresőket égi csoda segítette, a vízen úszó, alámerülő, majd fel-felbukkanó csillagok világították be a folyót.
A főtér alatti Sugovica-szakaszon egy kört tett még a menet, amely végül a szemközti Pandúr-szigeten kötött ki. A szent szobrát kivitték a partra (de a dereglyén is hagyhatták), majd a vízenjárókat és védőszentjüket üdvözlő beszédeket követően kezdetét vette a késő éjszakáig tartó zenés-táncos mulatság, a hordók csapra verése és a bajai halászok által elkészített János-napi halpaprikás felszolgálása. Nepomuki Szent János szobrát még az este folyamán minden fényes külsőségek nélkül visszavitték a szentjánosi kápolnába, ahol az ezt követő hét nap mindegyikén ájtatosságot tartottak. A népi emlékezet több tréfás esetet is feljegyzett a Jánoska-eresztések krónikájából. Így például egyik alkalommal a fáma szerint a garatra már felöntött molnárok a vízbe ejtették Nepomuki János faszobrát, és csak nagy nehézségek árán tudták kihalászni a vízből. Egy másik alkalommal pedig a szobrot a kápolnába visszaszállító molnárlegények inkább megálltak egy kocsmánál, majd végül fizetésképtelenek lévén, zálogban a kocsmárosra hagyták a szent szobrát.
A 19. században Pest-Budán, a 20. század folyamán több más vízparti, a vízből élő településen, így például Dunaharasztin, Ráckevén, Ercsin, a Jászság Zagyva- és Tarna-parti településein és másutt megjelent a bajai mintára Jánoska-eresztésnek hívott, azonban attól lényegében eltérő, elsősorban német nyelvterületről ismert szokás, amelynek során Nepomuki Szent János névünnepének előestéjén a litániákat követően kisebb fatutajokra vagy koszorúkra rögzített mécseseket, gyertyákat (ún. jánoskákat) eresztettek a vízre. A Rába vidékén erre június 24-én került sor, ami arra utal, hogy a hagyományt befogadó közösség Keresztelő Szent Jánoshoz kötötte a rítust.

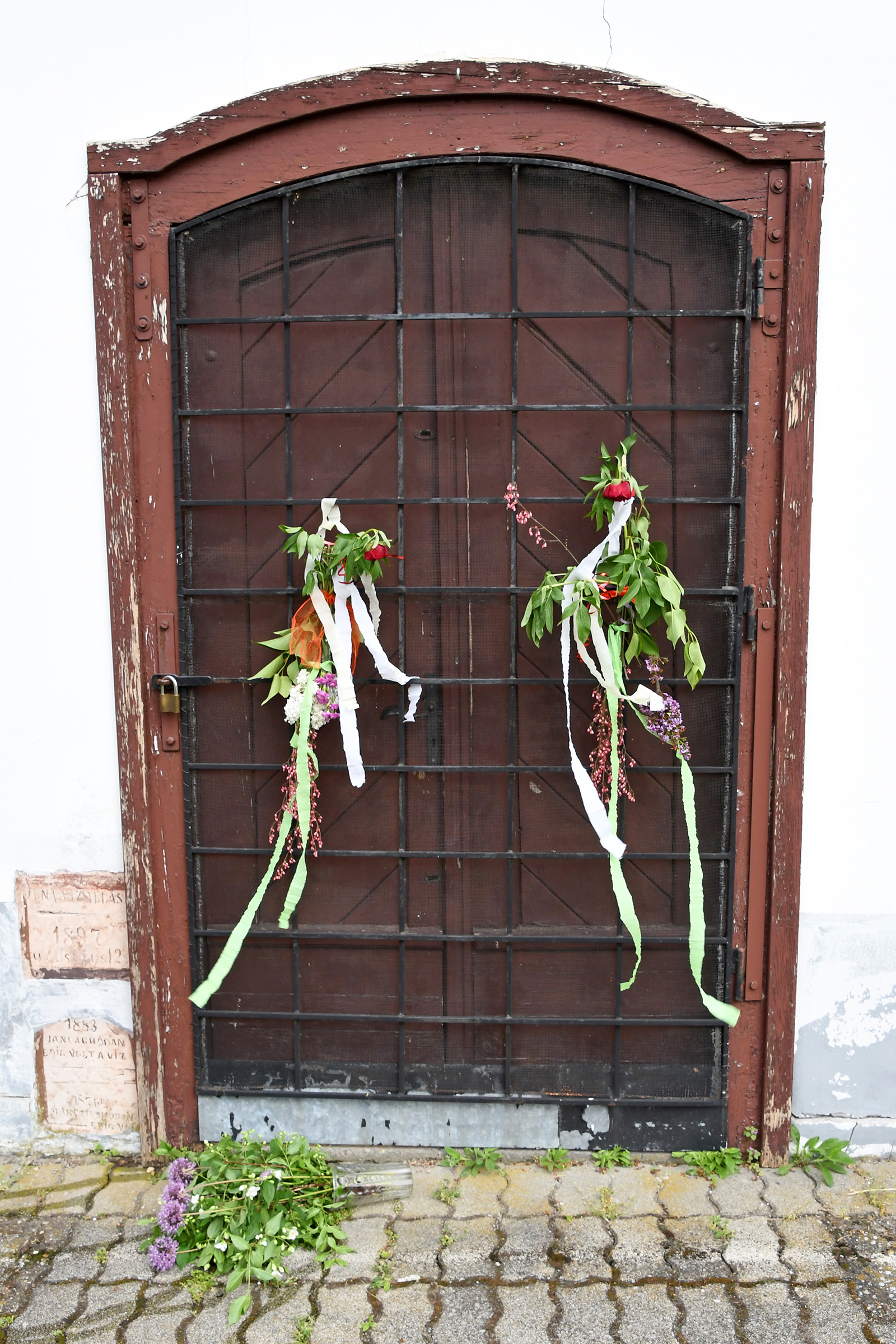
2021-ben a járványhelyzet miatt elmaradt Baján a Jánoska-eresztés, helyette a szent névünnepének előestéjén, 2021. május 15-én virágok és szalagok kerültek a szentjánosi kápolna ajtajára

A bajai vízimalmok később jelentőségüket veszítették, a 20. század elejére a vízimolnárok ipartestülete is elszegényedett, hosszú évtizedeket követően első ízben 1909-ben maradt el a Jánoska-eresztés. A városi önkormányzat az 1930-as években ugyan még néhány alkalommal megszervezte a menetet, amely már nem csupán a szentjánosi vízenjárók ünnepe volt, hanem a város apraja-nagyja részt vett rajta, a katonaság, a tűzoltóság, a vízi cserkészet is kivette a részét a felvonulásból. A Jánoska-eresztés hagyománya azonban lassan kikopott Baja életéből, az utolsót 1941-ben rendezték meg. Az 1960-as években a turisztikai attrakciókat kereső városvezetőség az évente megrendezendő Bajai Napok (vagy Aranypontyünnep) keretén belül támasztotta fel a Jánoska-eresztés, ezzel együtt a korábban ugyancsak nagy hagyományokra visszatekintő, már a 19. század elejéről ismert június végi halászbúcsú hagyományait. Ennek keretein belül a június 29-ei naphoz kötődően 1966-ban szervezték meg először a korábbi Jánoska-eresztésekről ismert vízi parádét, amelyet a város főterén a halászbúcsúk emlékezetéül halászléfőző sokadalom zárt le. Az 1990-es évektől a Jánoska-eresztést már ismét május közepén rendezik meg.